# Municipio de North Olga
El municipio de North Olga (en inglés: North Olga Township) es un municipio ubicado en el condado de Cavalier en el estado estadounidense de Dakota del Norte. En el año 2010 tenía una población de 39 habitantes y una densidad poblacional de 0,36 personas por km².

## Geografía
El municipio de North Olga se encuentra ubicado en las coordenadas 48°51′19″N 98°1′50″O / 48.85528, -98.03056. Según la Oficina del Censo de los Estados Unidos, el municipio tiene una superficie total de 107.99 km², de la cual 107,95 km² corresponden a tierra firme y (0,04 %) 0,04 km² es agua.

## Demografía
Según el censo de 2010, había 39 personas residiendo en el municipio de North Olga. La densidad de población era de 0,36 hab./km². De los 39 habitantes, el municipio de North Olga estaba compuesto por el 100 % blancos. Del total de la población el 0 % eran hispanos o latinos de cualquier raza.